# Boyd Neel
Luois Boyd Neel, född den 19 juli 1905 i Blackheath, London, död den 30 september 1981 i Toronto, Kanada, var en engelsk dirigent och läkare.

## Biografi

### Tidiga år
Neel ville redan som barn bli pianist. Hans mor, Ruby Le Couteur, var en professionell ackompanjatör, och hans far var ingenjör. Inriktad på Royal Navy, gick Neel på Osborne Naval College och kom sedan till Dartmouth. Strax efter att han blivit intagen, genomgick de väpnade styrkorna en drastisk minskning, och Neel lämnade flottan för att studera medicin vid Caius College, Cambridge. Han tog examen 1930, och blev kirurg och överläkare vid Saint George’s Hospital i London, och läkare vid King Edward VII:s Hospital, London. 
År 1930, samtidigt som han praktiserade medicin, studerade Neel musikteori och orkestrering vid Guildhall School of Music.

### Boyd Neel Orchestra
Medan för Neel musiken fortfarande var en hobby, ledde han amatörgrupper och övertalades att bilda en orkester av unga yrkesverksamma musiker, som han rekryterade 1932 från Royal Acedemy of Music och Royal College of Music. Boyd Neel London String Orchestra (senare Boyd Neel Orchestra) gjorde sin debut på Aeolian Hall i London, den 22 juni 1933. Efter konserten, återvände Neel till sitt operationsrum och levererade en baby. I december 1933 var orkestern inbjuden till en utsändning från BBC. När grammofonbolaget Decca sedan erbjöd Neel och orkestern ett kontrakt, lämnade han medicinen för att ägna sig åt musik på heltid.
Bland Boyd Neel Orchestras tidiga utgåvor var de första inspelningarna av Vaughan Williams Fantasia on a Theme by Thomas Tallis och Benjamin Brittens Simple Symphony. Neel dirigerade den första musiken som spelades i nya Glyndebourne operahus 1934, i privata föreställningar på John Christies inbjudan. År 1937 blev Neel och hans orkester inbjudna till Salzburg Festival, där han uppförde Brittens Variations on a Theme of Frank Bridge. Orkestern turnerade i Storbritannien och Europa fram till 1939.

### Andre världskriget och efterkrigsåren
Under andra världskriget återvände Neel till medicinskt arbete och till marinen, men fortsatte samtidigt att dirigera när tiden tillät. Britten skrev sin Prelude and Fugue för 18 stränginstrument som en 10 års födelsedagspresent till Boyd Neel Orchestra 1943. Efter kriget återupptog Neel sin musikaliska karriär, och dirigerade säsongerna 1947 och 1948 i London Sadlers Wells, som uppförde Gilbert och Sullivan-operor.
Med början år 1947 genomförde han en rad världsturnéer med Boyd Neel Orchestra och spelade i Australien, Nya Zeeland, Kanada och USA, och på festivaler som Edinburgh och Aix-en-Provence. Neel publicerade en bok om dessa upplevelser, The Story of an Orchestra (1950).

### Toronto och senare år
År 1952 accepterade Neel posten som dekanus för Royal Conservatory of Music i Toranto, Ontario, en post han innehade i 18 år, då han omorganiserade och återuppbyggde musikfakulteten vid universitetet. Strax efter sin utnämning bildade han Hart House Orchestra i Toronto och turnerade flitigt med den på bland annat Bryssels världsutställning 1958, Aldeburghfestivalen 1966 och Expo '67. Efter detta blev han konstnärlig ledare för Sarnia Festival Opera House vid Huronsjön.
Efter Neels avresa till Kanada, blev Boyd Neel Orchestra omdöpt till Philomusica of London och fortsätter under det namnet än i dag. Neel tilldelades CBE 1953 och var en hedersledamot i Royal Academy of Music. Han blev en naturaliserad kanadensisk medborgare 1961. 
Efter sin pensionering arbetade Neel på sina memoarer, som redigerats och publicerats postumt av hans nära vän, J. David Finch. Boken innehåller också en omfattande diskografi av inspelningar av Boyd Neel Orchestra och National Symphony Orchestra ledda av Neel för Decca Records mellan 1934 och 1979. Neel dog i Toronto vid en ålder av 76 år.